# Aphanocephalus ranauanus
Aphanocephalus ranauanus is een keversoort uit de familie Discolomatidae. De wetenschappelijke naam van de soort is voor het eerst geldig gepubliceerd in 1967 door John.